# جون كافناغ (سياسي أمريكي)
جون كافناغ هو سياسي أمريكي، ولد في 5 يونيو 1950 في كوينز في الولايات المتحدة. نشط حزبياً في الحزب الجمهوري. وقد انتخب عضو مجلس شيوخ أريزونا ‏ وانتخب عضو مجلس نواب أريزونا ‏.